# 克里斯蒂安·托马斯 (冰球运动员)
克里斯蒂安·托马斯（英語：Christian Thomas，1992年5月26日—），加拿大男子冰球运动员，场上位置是前锋。他曾代表加拿大国家队参加2018年冬季奥林匹克运动会冰球比赛，获得一枚铜牌。